# 高橋昴
高橋 昴（たかはし すばる、1902年8月31日 - 1992年7月4日）は、北海道出身の元クロスカントリースキー選手。

## 来歴
旧制北海中学校 → 早稲田大学
早大在学中、1925年の第3回全日本スキー選手権大会クロスカントリースキー個人4kmとリレーで優勝。翌年の同大会でも、クロスカントリースキー個人25kmとリレーの2冠を達成した。日本初参加となった1928年サンモリッツオリンピックの代表に選出され、クロスカントリースキー個人長距離（18km）で36位、個人耐久（50km）で25位だった。
引退後は全日本スキー連盟の理事をつとめた。

## 参考資料
- 小川勝次「日本スキー発達史」朋文堂、1956年
- 菅原悦子「歴史ポケットスポーツ新聞冬季オリンピック」大空出版、2009年
- 北海道スキー連盟編「栄光の軌跡 北海道スキー連盟創立70周年記念誌」、2002年